# Агоронім
Агоронім (від дав.-гр. ἀγορά — площа, ὄνυμα — ім'я, назва) — вид урбаноніма; топонім для позначення назв площ, майданів та інших відкритих просторів у населеному пункті (виїзного базару тощо).

## Приклади агоронімів
- Майдан Незалежності у Києві
- Площа Ангелів у Львові
- Площа Святого Юра у Дрогобичі
- Площа Каталонії у Барселоні
- Площа XV листопада у Ріо-де-Жанейро